# 保険金殺人事件 (映画)
保険金殺人事件（ほけんきんさつじんじけん、en:They Call It Murder) は、1971年に放映されたアメリカ合衆国のテレビ映画。
監督ウォルター・グローマン。主演ジム・ハットン。

## キャスト
| 役名                 | 俳優                   | 日本語吹替                                  |
| 役名                 | 俳優                   | 日本テレビ版                                |
| -------------------- | ---------------------- | ------------------------------------------- |
| セルビー             | ジム・ハットン         | 坂口芳貞                                    |
| フランク(ブライアン) | レスリー・ニールセン   | 細井重之                                    |
| ジェイン             | ジェシカ・ウォルター   | 新橋耐子                                    |
| カー                 | ロイド・ボックナー     | 仁内建之                                    |
| シルビア             | ジョー・アン・フラッグ | 神保共子                                    |
| ドリス               | カーメン・マシューズ   | 松下砂稚子                                  |
| レックス             | ロバート・J・ウィルク  | 冷泉公裕                                    |
| ボブ                 | ウィリアム・エリオット | 佐久間定幸                                  |
| アニタ               | ミリアム・コロン       | 渡辺知子                                    |
| ロナ                 | ニタ・タルボット       | 渡辺典子                                    |
| ポランド             | ヴィク・テイバック     | 兼本新吾                                    |
| アレックス           | ヴァル・デ・ヴァルガス | 千田光男                                    |
| カーディフ           | マイケル・パタキ       | 植田敏生                                    |
| ハリエット           | ディナ・ハームセン     | 高橋ひろ子                                  |
|                      |                        |                                             |
| 演出                 | 演出                   | 長野武二郎                                  |
| 翻訳                 | 翻訳                   | 榎あきら                                    |
| 効果                 |                        |                                             |
| 調整                 | 調整                   | 広瀬幸男                                    |
| 制作                 | 制作                   | ニュージャパンフィルム                      |
| 解説                 |                        |                                             |
| 初回放送             | 初回放送               | 1975年12月13日 『土曜映画劇場』 14:30-16:00 |